# Córrego Novo
Córrego Novo é um município brasileiro no interior do estado de Minas Gerais, Região Sudeste do país. Localiza-se no Vale do Rio Doce e pertence ao colar metropolitano do Vale do Aço, estando situado a cerca de 320 km a leste da capital do estado. Ocupa uma área de 205,385 km², sendo que 0,3 km² estão em perímetro urbano, e sua população em 2018 era de 2 814 habitantes.
A sede tem uma temperatura média anual de 21,3 °C e na vegetação original do município predomina a Mata Atlântica. Com 65% da população vivendo na zona urbana, a cidade contava, em 2009, com três estabelecimentos de saúde. O seu Índice de Desenvolvimento Humano (IDH) é de 0,632, classificado como médio em relação ao estado.
A área do atual município foi explorada pela primeira vez pelos irmãos Antônio Albano dos Reis e Cessário Albano dos Reis, que estavam à procura de terras fecundas. A fertilidade do solo fez com que os irmãos dessem início à agricultura e o rendimento da atividade atraiu novos habitantes, formando-se um povoamento que foi transformado em distrito em 1948, subordinado a Bom Jesus do Galho, sendo emancipado em 1962.
A agropecuária, o comércio e a prestação de serviços configuram-se como prevalecentes fontes empregadoras da população córrego-novense. A culinária, o artesanato e eventos festivos, tais como a Cavalgada de Córrego Novo e as comemorações religiosas do dia de Santa Ifigênia, padroeira municipal, são algumas das principais manifestações culturais. O turismo ecológico também se faz presente, com a existência de trilhas, matas, lagoas e cachoeiras abertas à visitação.

## História
Os primeiros a desbravarem a área do atual município, então pertencente a Bom Jesus do Galho, foram os irmãos Antônio Albano dos Reis e Cessário Albano dos Reis, que vieram do povoado de Iguaçu à procura de terras. No local, encontraram solos férteis e propícios à agricultura, que levaram os irmãos a se estabelecerem e darem início ao povoamento. O nome recebido pelo lugar foi Córrego Novo, devido à existência de diversos ribeirões e córregos.
Dado o desenvolvimento econômico e populacional que vinha sendo observado, a partir do povoado foi criado o distrito de Córrego Novo, subordinado a Bom Jesus do Galho, pela lei estadual nº 336, de 27 de dezembro de 1948. A emancipação foi decretada pela lei estadual nº 2.764, de 30 de dezembro de 1962, com instalação realizada em 1º de março de 1963. A lei municipal nº 459, de 22 de junho de 1994, criou o distrito de Pingo-d'Água, no entanto este foi emancipado pela lei estadual nº 12.030, de 21 de dezembro de 1995.
Entre a noite do dia 19 e madrugada de 20 de novembro de 2019 a cidade foi atingida por um temporal acompanhado de rajadas de vento e chuvas intensas que provocaram enchentes de grandes proporções. Cerca de 60% das residências da zona urbana foram danificadas, famílias desabrigadas precisaram se alojar na Escola Municipal Professor Borges da Costa e houve interrupção dos serviços de comunicação, levando a prefeitura a decretar estado de emergência. Com isso campanhas de arrecadação de donativos e suprimentos para os atingidos foram realizadas nos municípios do Vale do Aço por igrejas e outras instituições.

## Geografia
A área do município, segundo o Instituto Brasileiro de Geografia e Estatística (IBGE), é de 205,385 km², sendo que 0,3682 km² constituem a zona urbana. Situa-se a 19º49'55" de latitude sul e 42°23'47" de longitude oeste e está a uma distância de 319 quilômetros a leste da capital mineira, fazendo parte do colar metropolitano do Vale do Aço juntamente com outras 23 cidades (além dos quatro municípios principais). Seus municípios limítrofes são Pingo-d'Água, a norte; Dionísio, a oeste; Raul Soares, a sul; e Bom Jesus do Galho, a leste.
De acordo com a divisão regional vigente desde 2017, instituída pelo IBGE, o município pertence às Regiões Geográficas Intermediária de Ipatinga e Imediata de Caratinga. Até então, com a vigência das divisões em microrregiões e mesorregiões, fazia parte da microrregião de Caratinga, que por sua vez estava incluída na mesorregião do Vale do Rio Doce.

### Relevo, hidrografia e meio ambiente
O relevo do município de Córrego Novo é predominantemente montanhoso. A altitude máxima encontra-se a 854 metros acima do nível do mar, na Pedra do Córrego Novo, enquanto que a altitude mínima está na divisa com o município de Dionísio, com 262 metros. Já o ponto central da cidade está a 400 m. A vegetação predominante é a Mata Atlântica, sendo que os principais problemas ambientais presentes, segundo a prefeitura em 2010, estavam relacionados à poluição hídrica, às queimadas e ao desmatamento.
O território municipal está situado na gama de abrangência do Parque Estadual do Rio Doce (PERD), que é a maior reserva de Mata Atlântica do estado de Minas Gerais, no entanto o predomínio é do reflorestamento com eucalipto visando a alimentar as indústrias do Vale do Aço, principalmente da Cenibra e Aperam South America. Córrego Novo ainda faz parte do complexo da RPPN Reserva Feliciano Miguel Abdalla, sediada em Caratinga, onde é encontrado o muriqui-do-norte, que é o maior primata da América do Sul.
O território é banhado por vários mananciais, sendo os principais o rio Doce, os ribeirões dos Óculos e Mantimento e os córregos Santo Antônio e da Ferrugem, que fazem parte da bacia do rio Doce. Por vezes, na estação das chuvas, os mananciais que cortam o município sofrem com a elevação de seus níveis, provocando enchentes em suas margens, o que exige a existência de um sistema de alerta contra enchentes eficaz. Atualmente existe uma série de estações pluviométricas, fluviométricas e telemétricas instaladas na região, que são administradas pela Companhia de Pesquisa de Recursos Minerais (CPRM) e Agência Nacional de Águas e Saneamento Básico (ANA) e que visam a alertar a população de uma possível enchente.

### Clima
| Maiores acumulados diários de chuva registrados em Córrego Novo por meses | Maiores acumulados diários de chuva registrados em Córrego Novo por meses | Maiores acumulados diários de chuva registrados em Córrego Novo por meses | Maiores acumulados diários de chuva registrados em Córrego Novo por meses | Maiores acumulados diários de chuva registrados em Córrego Novo por meses | Maiores acumulados diários de chuva registrados em Córrego Novo por meses |
| Mês                                                                       | Acumulado                                                                 | Data                                                                      | Mês                                                                       | Acumulado                                                                 | Data                                                                      |
| ------------------------------------------------------------------------- | ------------------------------------------------------------------------- | ------------------------------------------------------------------------- | ------------------------------------------------------------------------- | ------------------------------------------------------------------------- | ------------------------------------------------------------------------- |
| Janeiro                                                                   | 115,3 mm                                                                  | 04/01/1997                                                                | Julho                                                                     | 25 mm                                                                     | 30/07/1996                                                                |
| Fevereiro                                                                 | 120,5 mm                                                                  | 08/02/2021                                                                | Agosto                                                                    | 44,5 mm                                                                   | 10/08/1990                                                                |
| Março                                                                     | 160 mm                                                                    | 20/03/2005                                                                | Setembro                                                                  | 53,9 mm                                                                   | 26/09/2016                                                                |
| Abril                                                                     | 112,7 mm                                                                  | 07/04/2013                                                                | Outubro                                                                   | 74,2 mm                                                                   | 27/10/2010                                                                |
| Maio                                                                      | 42,6 mm                                                                   | 15/05/2012                                                                | Novembro                                                                  | 125,2 mm                                                                  | 15/11/1991                                                                |
| Junho                                                                     | 27 mm                                                                     | 05/06/2004                                                                | Dezembro                                                                  | 148 mm                                                                    | 18/12/2000                                                                |
| Fonte: Agência Nacional de Águas e Saneamento Básico (ANA)                |                                                                           |                                                                           |                                                                           |                                                                           |                                                                           |

O clima córrego-novense é caracterizado, segundo o IBGE, como tropical sub-quente semiúmido (tipo Aw segundo Köppen), tendo temperatura média anual de 21,3 °C com invernos secos e amenos e verões chuvosos e com temperaturas elevadas. O mês mais quente, fevereiro, tem temperatura média de 23,7 °C, sendo a média máxima de 29 °C e a mínima de 18,5 °C. E o mês mais frio, julho, de 17,9 °C, sendo 24,5 °C e 11,4 °C as médias máxima e mínima, respectivamente. Outono e primavera são estações de transição.
A precipitação média anual é de 1 260 mm, sendo julho o mês mais seco, quando ocorrem apenas 12,6 mm. Em dezembro, o mês mais chuvoso, a média fica em 254 mm. Nos últimos anos, entretanto, os dias quentes e secos durante o inverno têm sido cada vez mais frequentes, não raro ultrapassando a marca dos 30 °C, especialmente entre julho e setembro. Em agosto de 2010, por exemplo, a precipitação de chuva em Córrego Novo não passou dos 0 mm. Durante a época das secas e em longos veranicos em pleno período chuvoso também são comuns registros de queimadas em morros e matagais, principalmente na zona rural da cidade, o que contribui com o desmatamento e com o lançamento de poluentes na atmosfera.
Segundo dados da Companhia de Pesquisa de Recursos Minerais (CPRM), desde 1969 o maior acumulado de chuva registrado em 24 horas em Córrego Novo foi de 160 mm no dia 20 de março de 2005. Outros grandes acumulados foram de 148 mm em 18 de dezembro de 2000, 125,2 mm em 15 de novembro de 1991 e 120,5 mm em 8 de fevereiro de 2021. De acordo com o Instituto Nacional de Pesquisas Espaciais (INPE), o município é o 341º colocado no ranking de ocorrências de descargas elétricas no estado de Minas Gerais, com uma média anual de 4,4878 raios por quilômetro quadrado.
| Dados climatológicos para Córrego Novo | Dados climatológicos para Córrego Novo | Dados climatológicos para Córrego Novo | Dados climatológicos para Córrego Novo | Dados climatológicos para Córrego Novo | Dados climatológicos para Córrego Novo | Dados climatológicos para Córrego Novo | Dados climatológicos para Córrego Novo | Dados climatológicos para Córrego Novo | Dados climatológicos para Córrego Novo | Dados climatológicos para Córrego Novo | Dados climatológicos para Córrego Novo | Dados climatológicos para Córrego Novo | Dados climatológicos para Córrego Novo |
| Mês                                    | Jan                                    | Fev                                    | Mar                                    | Abr                                    | Mai                                    | Jun                                    | Jul                                    | Ago                                    | Set                                    | Out                                    | Nov                                    | Dez                                    | Ano                                    |
| -------------------------------------- | -------------------------------------- | -------------------------------------- | -------------------------------------- | -------------------------------------- | -------------------------------------- | -------------------------------------- | -------------------------------------- | -------------------------------------- | -------------------------------------- | -------------------------------------- | -------------------------------------- | -------------------------------------- | -------------------------------------- |
| Temperatura máxima média (°C)          | 28,7                                   | 29                                     | 29                                     | 27,4                                   | 25,9                                   | 24,9                                   | 24,5                                   | 25,8                                   | 26,4                                   | 27,2                                   | 27,6                                   | 27,7                                   | 27                                     |
| Temperatura mínima média (°C)          | 18,2                                   | 18,5                                   | 18,4                                   | 16,6                                   | 14,1                                   | 12,1                                   | 11,4                                   | 12,5                                   | 14,5                                   | 16,8                                   | 17,9                                   | 18,3                                   | 15,7                                   |
| Precipitação (mm)                      | 203,5                                  | 135,5                                  | 151,7                                  | 79,8                                   | 31,5                                   | 14,1                                   | 12,6                                   | 18,2                                   | 47,8                                   | 115,1                                  | 196,2                                  | 254                                    | 1 260                                  |
| Fonte: Somar Meteorologia              |                                        |                                        |                                        |                                        |                                        |                                        |                                        |                                        |                                        |                                        |                                        |                                        |                                        |

## Demografia
Em 2010, a população do município foi contada pelo Instituto Brasileiro de Geografia e Estatística (IBGE) em 3 127 habitantes. Segundo o censo daquele ano, 1 555 habitantes eram homens e 1 572 habitantes mulheres. Ainda segundo o mesmo censo, 2 038 habitantes viviam na zona urbana e 1 089 na zona rural. Já segundo estatísticas divulgadas em 2018, a população municipal era de 2 814 habitantes. Da população total em 2010, 746 habitantes (23,86%) tinham menos de 15 anos de idade, 2 074 habitantes (66,33%) tinham de 15 a 64 anos e 307 pessoas (9,82%) possuíam mais de 65 anos, sendo que a esperança de vida ao nascer era de 73,3 anos e a taxa de fecundidade total por mulher era de 2,3.

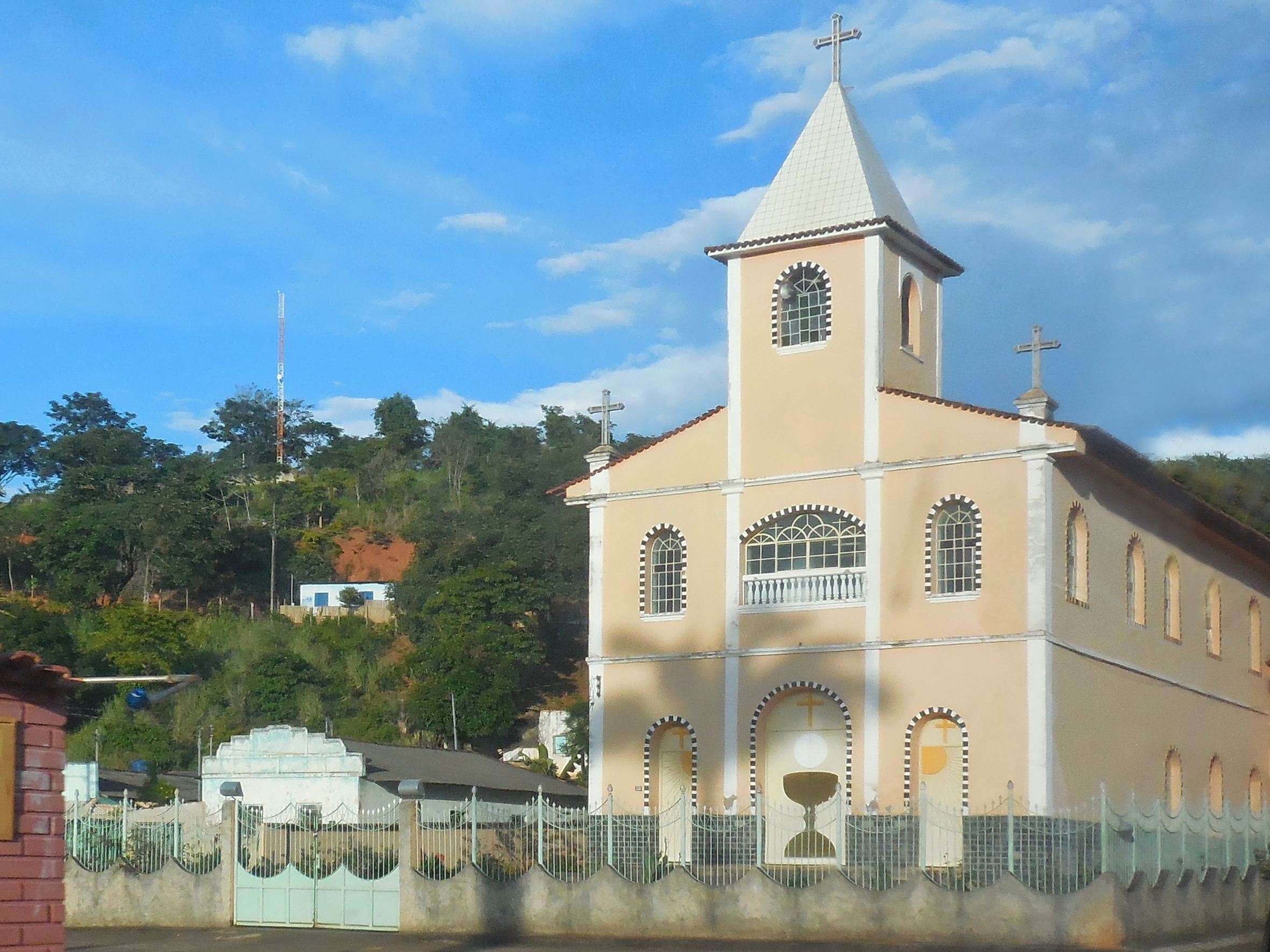
Vista da Igreja Matriz de Santa Ifigênia, que representa a sede da Paróquia Santa Ifigênia

Em 2010, a população córrego-novense era composta por 995 brancos (31,82%), 169 negros (5,40%), 14 amarelos (0,45%), 1 948 pardos (62,30%) e um indígena (0,03%). Considerando-se a região de nascimento, 3 086 eram nascidos no Sudeste (98,70%), três na Região Norte (0,09%), 12 no Nordeste (0,37%) e seis no Sul (0,18%). 3 072 habitantes eram naturais do estado de Minas Gerais (98,23%) e, desse total, 2 124 eram nascidos em Córrego Novo (67,92%). Entre os 55 naturais de outras unidades da federação, São Paulo era o estado com maior presença, com 12 pessoas (0,38%), seguido por Alagoas, com nove residentes (0,29%), e pelo Paraná, com seis habitantes residentes no município (0,18%).
O Índice de Desenvolvimento Humano Municipal (IDH-M) de Córrego Novo é considerado médio pelo Programa das Nações Unidas para o Desenvolvimento (PNUD), sendo que seu valor é de 0,632 (o 3448º maior do Brasil). A cidade possui a maioria dos indicadores próximos à média nacional segundo o PNUD. Considerando-se apenas o índice de educação o valor é de 0,525, o valor do índice de longevidade é de 0,805 e o de renda é de 0,596. De 2000 a 2010, a proporção de pessoas com renda domiciliar per capita de até meio salário mínimo reduziu em 48,5% e em 2010, 77,3% da população vivia acima da linha de pobreza, 12,8% encontrava-se na linha da pobreza e 10,0% estava abaixo e o coeficiente de Gini, que mede a desigualdade social, era de 0,43, sendo que 1,00 é o pior número e 0,00 é o melhor. A participação dos 20% da população mais rica da cidade no rendimento total municipal era de 46,4%, ou seja, 12 vezes superior à dos 20% mais pobres, que era de 4,9%.
De acordo com dados do censo de 2010 realizado pelo IBGE, a população de Córrego Novo está composta por: 2 483 católicos (79,41%), 503 evangélicos (16,08%), 124 pessoas sem religião (3,96%) e 0,55% estão divididos entre outras religiões. A Paróquia Santa Ifigênia, subordinada à Diocese de Caratinga, está sediada em Córrego Novo e também abrange o município de Pingo-d'Água. Encontra-se localizada na Forania de Caratinga e está composta por dez comunidades católicas segundo dados de 2013.

## Política e administração
A administração municipal se dá pelos Poderes Executivo e Legislativo. O Executivo é exercido pelo prefeito, auxiliado pelo seu gabinete de secretários. O atual prefeito é Ailton Lima de Paula, do Partido da República (PR), que foi eleito nas eleições municipais de 2012 e reeleito em 2016 com 65,46% dos votos válidos, ao lado de Nelson de Paula como vice-prefeito. O Poder Legislativo, por sua vez, é constituído pela câmara municipal, composta por nove vereadores. Cabe à casa elaborar e votar leis fundamentais à administração e ao Executivo, especialmente o orçamento participativo (Lei de Diretrizes Orçamentárias).
Em complementação ao processo Legislativo e ao trabalho das secretarias, existem também conselhos municipais em atividade, entre os quais dos direitos da criança e do adolescente e tutelar, criados em 2009. Córrego Novo se rege por sua lei orgânica e é termo da Comarca de Caratinga, do Poder Judiciário estadual, de entrância especial, juntamente com os municípios de Bom Jesus do Galho, Entre Folhas, Imbé de Minas, Piedade de Caratinga, Pingo-d'Água, Santa Bárbara do Leste, Santa Rita de Minas, Ubaporanga e Vargem Alegre. O município possuía, em dezembro de 2016, 3 150 eleitores, de acordo com o Tribunal Superior Eleitoral (TSE), o que representa 0,02% do eleitorado mineiro.

## Economia
No Produto Interno Bruto (PIB) de Córrego Novo, destacam-se a agropecuária e a área de prestação de serviços. De acordo com dados do IBGE, relativos a 2011, o PIB do município era de R$ 22 974 mil. 565 mil eram de impostos sobre produtos líquidos de subsídios a preços correntes e o PIB per capita era de R$ 7 439,80. Em 2010, 48,39% da população maior de 18 anos era economicamente ativa, enquanto que a taxa de desocupação era de 3,0%. Salários juntamente com outras remunerações somavam 2 949 mil reais e o salário médio mensal de todo município era de 1,5 salários mínimos. Havia 50 unidades locais e 50 empresas atuantes.
Setor primário
| Produção de cana-de-açúcar, milho e arroz (2012) | Produção de cana-de-açúcar, milho e arroz (2012) | Produção de cana-de-açúcar, milho e arroz (2012) |
| ------------------------------------------------ | ------------------------------------------------ | ------------------------------------------------ |
| Produto                                          | Área colhida (hectares)                          | Produção (tonelada)                              |
| Cana-de-açúcar                                   | 30                                               | 1 500                                            |
| Milho                                            | 250                                              | 950                                              |
| Arroz                                            | 70                                               | 259                                              |

A pecuária e a agricultura representam o segundo setor mais relevante na economia de Córrego Novo. Em 2011, de todo o PIB da cidade, 6 012 mil reais era o valor adicionado bruto da agropecuária, enquanto que em 2010, 49,82% da população economicamente ativa do município estava ocupada no setor. Segundo o IBGE, em 2012 o município possuía um rebanho de 55 asininos, 8 540 bovinos, 57 bubalinos, 225 equinos, 105 muares, 37 ovinos, 767 suínos e 7 322 aves, entre estas 1 535 galinhas e 5 787 galos, frangos e pintinhos. Neste mesmo ano, a cidade produziu 3 826 mil litros de leite de 2 996 vacas, 11 mil dúzias de ovos de galinha e 5 345 quilos de mel de abelha.
Na lavoura temporária, são produzidos principalmente a cana-de-açúcar (1 500 toneladas produzidas e 30 hectares cultivados), o milho (950 toneladas e 250 hectares) e o arroz (259 toneladas e 70 hectares), além do feijão e da mandioca. Já na lavoura permanente, destacam-se o café (140 toneladas produzidas e 120 hectares cultivados), a banana (14 toneladas produzidas e dois hectares cultivados) e o coco-da-baía (10 mil frutos e dois hectares), além da laranja.
Setores secundário e terciário
A indústria, em 2011, era o setor menos relevante para a economia do município. 2 148 reais do PIB municipal eram do valor adicionado bruto do setor secundário. A produção industrial ainda é incipiente na cidade, mesmo que comece a dar sinais de aprimoramento, sendo resumida principalmente à extração de madeira, em especial do eucalipto, para suprir à demanda das siderúrgicas da Região Metropolitana do Vale do Aço, como da Cenibra e da Aperam South America. Em 2012, de acordo com o IBGE, foram extraídos 297 metros cúbicos de madeira em lenha e segundo estatísticas do ano de 2010, 1,04% dos trabalhadores de Córrego Novo estavam ocupados no setor industrial. Neste mesmo ano, 4,77% da população ocupada estava empregada no setor de construção, 0,29% nos setores de utilidade pública, 5,39% no comércio e 36,93% no setor de serviços e em 2011, 14 249 reais do PIB municipal eram do valor adicionado bruto do setor terciário.

## Infraestrutura

### Habitação e criminalidade

Avenida Dr. Mário Lobo Martins, no interior da cidade

No ano de 2010, a cidade tinha 997 domicílios particulares permanentes. Desse total, 984 eram casas e 13 eram apartamentos. Do total de domicílios, 706 são imóveis próprios (701 já quitados e cinco em aquisição), 122 foram alugados, 166 foram cedidos (68 cedidos por empregador e 98 cedidos de outra forma) e três foram ocupados sob outra condição. Parte dessas residências conta com água tratada, energia elétrica, esgoto, limpeza urbana, telefonia fixa e telefonia celular. 633 domicílios eram atendidos pela rede geral de abastecimento de água (63,49% do total); 985 (98,79%) possuíam banheiros para uso exclusivo das residências; 662 (66,39% deles) eram atendidos por algum tipo de serviço de coleta de lixo; e 981 (98,39%) possuíam abastecimento de energia elétrica.
A criminalidade ainda é um problema presente em Córrego Novo. Entre 2006 e 2008, foram registrados dois homicídios (ambos em 2007), apesar de não terem sido registradas mortes por suicídios ou acidentes de transito.

### Saúde e educação
Em 2009, o município possuía três estabelecimentos de saúde entre hospitais, pronto-socorros, postos de saúde e serviços odontológicos, sendo todos públicos municipais e integrantes do Sistema Único de Saúde (SUS). Em 2013, 100% das crianças menores de 1 ano de idade estavam com a carteira de vacinação em dia. Em 2012, foram registrados 32 nascidos vivos, sendo que o índice de mortalidade infantil neste ano foi nulo, ou seja, não houve registros óbitos de crianças menores de cinco anos de idade. Em 2010, 11,32% das mulheres de 10 a 17 anos tiveram filhos (todas acima dos 15 anos) e a taxa de atividade entre meninas de 10 a 14 anos era de 7,12%. Todas as crianças menores de 2 anos foram pesadas pelo Programa Saúde da Família em 2013, sendo que nenhuma delas estava desnutrida.
Na área da educação, o Índice de Desenvolvimento da Educação Básica (IDEB) médio entre as escolas públicas de Córrego Novo era, no ano de 2011, de 4,4 (numa escala de avaliação que vai de nota 1 à 10), sendo que a nota obtida por alunos do 5º ano (antiga 4ª série) foi de 4,8 e do 9º ano (antiga 8ª série) foi de 4,0; o valor das escolas públicas de todo o Brasil era de 4,0. Em 2010, 32,6% das crianças com faixa etária entre sete e quatorze anos não estavam cursando o ensino fundamental. A taxa de conclusão, entre jovens de 15 a 17 anos, era de 49,7% e o percentual de alfabetização de jovens e adolescentes entre 15 e 24 anos era de 96,9%. A distorção idade-série entre alunos do ensino fundamental, ou seja, com com idade superior à recomendada, era de 13,3% para os anos iniciais e 37,4% nos anos finais e, no ensino médio, a defasagem chegava a 27,1%. Dentre os habitantes de 18 anos ou mais, 30,03% tinham completado o ensino fundamental e 13,70% o ensino médio, sendo que a população tinha em média 8,31 anos esperados de estudo.
Em 2010, de acordo com dados da amostra do censo demográfico, da população total, 824 habitantes frequentavam creches e/ou escolas. Desse total, 16 frequentavam creches, 75 estavam no ensino pré-escolar, 124 na classe de alfabetização, 16 na alfabetização de jovens e adultos, 341 no ensino fundamental, 166 no ensino médio, 12 na educação de jovens e adultos do ensino fundamental, 13 na educação de jovens e adultos do ensino médio, 16 na especialização de nível superior e 51 em cursos superiores de graduação. 2 303 pessoas não frequentavam unidades escolares, sendo que 456 nunca haviam frequentado e 1 847 haviam frequentado alguma vez. O município contava, em 2012, com 679 matrículas nas instituições de ensino da cidade, que eram a Creche Municipal Vovô Gegê (creche), Escola Municipal Domingos Pascoal de Paulo, Escola Municipal Dona Camila da Conceição de Paulo, Escola Municipal Professor Borges da Costa (educação infantil e 1º ao 5º ano do ensino fundamental) e Escola Estadual Presidente Tancredo de Almeida Neves (6º ao 9º do ensino fundamental e ensino médio).
| Ensino pré-escolar | 77  | 6  | 3 |
| Ensino fundamental | 484 | 31 | 4 |
| Ensino médio       | 118 | 12 | 1 |

### Comunicação e serviços básicos
O código de área (DDD) de Córrego Novo é 033 e o Código de Endereçamento Postal (CEP) vai de 35345-000 a 35347-999. No dia 10 de novembro de 2008, o município passou a ser servido pela portabilidade, juntamente com outros municípios com o mesmo DDD. A portabilidade é um serviço que possibilita a troca da operadora sem a necessidade de se trocar o número do aparelho.
A responsável pelo serviço de abastecimento de energia elétrica é a Companhia Energética de Minas Gerais (Cemig). Segundo a empresa, em 2003 havia 1 058 consumidores e foram consumidos 1 540 496 KWh de energia. Já o serviço de abastecimento de água e coleta de esgoto da cidade é feito pela Companhia de Saneamento de Minas Gerais (Copasa), sendo que em 2008 havia 778 unidades consumidoras e eram distribuídos em média 344 m³ de água tratada por dia.

### Transportes
A frota municipal no ano de 2012 era de 589 veículos, sendo 205 automóveis, onze caminhões, 22 caminhonetes, sete caminhonetas, cinco micro-ônibus, 329 motocicletas, três motonetas, cinco ônibus e dois classificados como outros tipos de veículos. Córrego Novo possui acesso a três rodovias federais: a BR-381, que começa em São Mateus, no litoral do Espírito Santo, passa por Governador Valadares, pelo Vale do Aço, Região Metropolitana de Belo Horizonte e sul de Minas e termina na cidade de São Paulo; a BR-116, que é a principal rodovia brasileira, ligando Fortaleza (CE) a Jaguarão (RS); e a BR-458, que conecta a BR-116 e a região de Governador Valadares a Ipatinga. A LMG-759 liga o perímetro urbano a Revés de Belém, Pingo-d'Água e à BR-458. A Univale Transportes mantém linhas diárias regulares que ligam a cidade a Bom Jesus do Galho, Coronel Fabriciano, Ipatinga e Pingo-d'Água.

## Cultura

### Instituições culturais
Córrego Novo conta com um conselho municipal de cultura, de caráter deliberativo, e conselho de preservação do patrimônio, deliberativo, normativo e fiscalizado, sendo ambos paritários e criados em 2006. Também há legislações municipais de proteção ao patrimônio cultural material, ministradas por uma secretaria municipal exclusiva, que é o órgão gestor da cultura no município. Dentre os espaços culturais, destaca-se a existência de uma biblioteca mantida pelo poder público municipal e estádios ou ginásios poliesportivos, segundo o IBGE em 2005 e 2012. Há existência de equipes artísticas de teatro e grupos de manifestação tradicional popular, de acordo com o IBGE em 2012. O artesanato também é uma das formas mais espontâneas da expressão cultural córrego-novense, sendo que, segundo o IBGE, as principais atividades artesanais desenvolvidas são o bordado e a manutenção da culinária típica.

### Atrativos e eventos

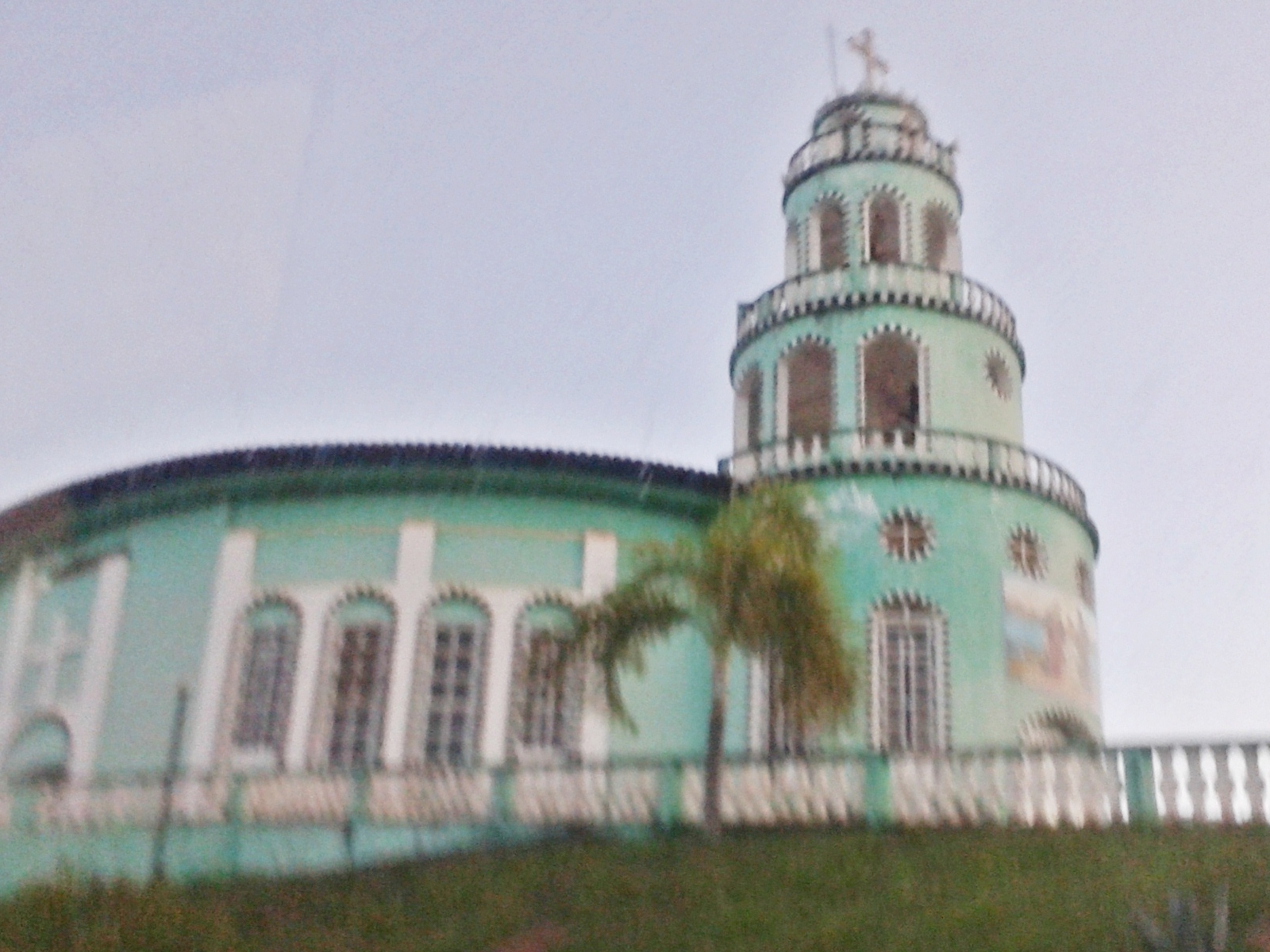
Igreja Sagrada Família

Dentre os principais eventos realizados regularmente em Córrego Novo, que configuram-se como importantes atrativos, destacam-se a Cavalgada de Córrego Novo, que é realizada desde a década de 1990 e em algumas edições atrai milhares de pessoas durante os três dias seguidos de rodeios profissionais, espetáculos musicais com bandas regionais ou nacionalmente conhecidas, concursos, exposições e outras atrações; além das comemorações da Festa de Santa Ifigênia, em homenagem ao dia da padroeira da cidade, em setembro.
Os principais atrativos físicos de Córrego Novo são as trilhas, matas, lagoas e cachoeiras existentes na zona rural do município, que está situado nas cercanias do Parque Estadual do Rio Doce (PERD), correspondente à maior reserva de Mata Atlântica do estado de Minas Gerais e que possui um notável complexo lagunar, tendo muitos atrativos abertos à visitação. A RPPN Reserva Feliciano Miguel Abdalla também incentiva o turismo ecológico na região.